# Merikare
Merikare ali Merikara je bil faraon Desete dinastije, ki je živel in vladal proti koncu Prvega vmesnega obdobja Egipta. Na Torinskem seznamu kraljev njegovega imena ni mogoče prepoznati, zato datiranje ni zanesljivo, * ni znano, † 2040 pr. n. št.

## Vladanje
Veliko znanstvenikov meni, da je vladal na koncu Desete dinastije in bil že v srednjih letih. Identiteta njegovega predhodnika, tako imenovanega Hetija III.,  domnevnega avtorja Podukov za kralja Merikareja, je med egiptologi še vedno predmet razprav. Nekateri strokovnjaki se nagibajo k temu, da je bil Merikarejev predhodnik Vahkare Heti. Poduki, egipčansko sebayt,  ki so bila napisana morda pod samim Merikarejem in lažno pripisana njegovemu očetu, so zbirka navodil za dobro vladanje. Besedilo omenja vzhodne meje kraljestva, ki so bile nedavno zavarovane, vendar še vedno zahtevajo vladarjevo pozornost.  Merikarejev neimenovani oče omenja tudi to, da je oplenil Tinis, in sinu svetuje, naj s težavnimi kraljestvi v Gornjem Egiptu ravna bolj prizanesljivo.
Po kronanju okoli leta 2075 pr. n. št. se je Merikare modro sprijaznil z dejstvom, da sta v Egiptu dve kraljestvi,  Herakleopolsko in Tebansko, in poskušal nadaljevati mirno sožitje, ki ga je dosegal njegov oče. Zgleda, da je mirno obdobje med njegovo vladavino v Egipt prineslo nekaj blaginje. Malo kasneje je s celim dvorom in ladjevjem  odplul po Nilu navzgor. Ko je priplul do Asjuta, je tam namestil sebi zvestega nomarha Hetija II., ki je nasledil svojega odstavljenega očeta Tefibija.  V Asjutu je obnovil Vepvavetov tempelj. Iz Asjuta je odplul po Nilu navzgor do Šašotepa, zelo verjetno zato, da bi zatrl upor in hkrati pokazal svojo moč na nemirnih južnih obmejnih ozemljih.
Merikare je umrl okoli leta 2040 pr. n. št., nekaj mesecev pred padcem Herakleopolisa. Dokončni poraz, ki so ga Deseti dinastiji zadali Tebanci pod poveljstvom Mentuhotepa II., je doživel verjetno kratkoživi neimenovani Merikarejev naslednik.

## Pokop
Mnogo virov navaja, da je bil Merikare pokopan v še neodkriti piramidi v Sakari, imenovani Cvetoča so Merikarejeva bivališča. Piramida naj bi bila  v bližini piramide faraona Tetija iz Šeste dinastije. Naslovi uradnikov, vključenih v njeno gradnjo, so znani, ker se je njegov posmrtni kult obdržal do Dvanajste dinastije. Merikarjeva kartuša je na stelah najmanj štirih svečenikov, ki so bili v Srednjem kraljestvu odgovorn za njegov in Tetijev posmrtni kult.  Med svečeniki je bil tudi Gemniemhat, ki je imel še druge pomembne položaje.

## Dokazi
Merikare je najbolj dokazan herakleopolski vladar. Njegovo ime se pojavlja v:
- spisu Poduki za faraona Merikareja,
- na leseni pisarski paleti komornika Orkauhetija, ki so jo skupaj z žerjavnico, posvečeno Meribre Hetiju, odkrili v grobnici pri Asjutu;  paleta je zdaj v Louvreu,[4]
- na napisih v grobnici nomarha Hetija II. v Asjutu,
- na devetih stelah, ki dokazujejo obstoj piramide in njegovega posmrtnega kulta v Sakari.[2]

## Hipoteza o zgodnejšem vladanju
Egiptolog Arkadi F. Demidchik je leta 2003 predlagal, da se ponovno preuči Merikarejevo umestitev znotraj Desete dinastije. Če bi Merikare vladal med vojnim pohodom Mentuhotepa II., bi po njegovem mnenju Merikarejeva piramida in kult ne preživela tabanskega napada. Razen tega bi Merikare  z juga ne mogel dobiti granita, ki ga omenja v Podukih. Demidchik je trdil tudi to, da sta se v bitkah  za Tinis, ki jih omenja Tefibi, na nasprotnih straneh borila Merikare in tebanski vladar Vahank Intef II. Vse to kaže, da bi morala biti Merikarjeva vladavina nekaj desetletij prej, kot se na splošno trdi, se pravi na višku moči Desete dinastije.